# Rodolphe de Castiglione
Rodolphe de Gonzague de Castiglione (Mantoue, 18 avril 1452 – Fornovo, 6 juillet 1495) est le fils de Louis III de Mantoue, marquis de Mantoue et de Barbara de Brandebourg-Kulmbach. Il est le fondateur de la branche Gonzague de Castiglione et Solférino.

## Biographie
Seigneur de Castiglione delle Stiviere, Castel Goffredo, Solferino, Luzzara et Poviglio, en 1463 il est fait chevalier par l'empereur Frédéric III de Habsbourg. Comme beaucoup d'autres cadets de l'époque, il mène une vie comme le chef militaire, passant d'un pays à l'autre.
En 1469 , il entre au service du duc de Bourgogne Charles le Téméraire et reste en Flandre plus d'un an. De 1471 à 1473 il travaille pour le pape Sixte IV et en 1474 il est à la solde des Florentins.
Le 11 janvier 1481 il épouse Antonia Malatesta, la fille naturelle de Sigismond Malatesta, seigneur de Rimini.
En 1482, alors qu'il est à Ferrare, il est frappé par la peste mais en guérit.
Après quelques années de mariage, son favori l'avertit que sa femme Antonia est devenue la maîtresse de son professeur de danse, Fernando Flores Cubillas. Le 25 décembre 1483 à Luzzara Rodolphe réussi à surprendre les deux amants dans le lit. Il tue tout de suite l'homme, et traîne sa femme vers le bas dans la cour, le jetant sur la neige. Après l'avoir forcée par la violence à demander pardon, il la tue d'un coup de poignard à la tête.
En 1484 , il épouse Catherine Pic de la Mirandole (it), fille de Gian Francesco Pico della Mirandola, seigneur de Mirandola et comte de Concordia, veuve de Lionel Pio di Savoia, seigneur de Carpi.
En 1485 avec ses frères Gianfrancesco et Ludovic, il organise un complot contre leur neveu, François II de Mantoue mais est découvert et est condamné à l'exil dans le château de Luzzara. En 1491 il se réconcilie avec son neveu qui lève la peine.
Il fait renforcer les structures défensives de Luzzara, qui est son lieu d'habitation principale, par l'architecte Luca Fancelli et ceux de Castiglione, par Giovanni da Padova. Le duc d'Autriche Sigismond d'Autriche nommé en 1493 prince du Saint-Empire romain germanique et le fait marquis de Luzzara en 1494.
La descente de Charles VIII de France dans la péninsule italienne l'oblige à défendre les domaines de la famille Gonzague de la menace des français. Rodolphe, qui sert en Bourgogne, élabore un plan d'attaque à la Bataille de Fornoue mais est tué pendant les combats. Son corps est transporté à Mantoue, et placé dans l'Église de San Francesco, le mausolée de la famille de Gonzague.

## Descendance
Rodolfo et Catherine ont six enfants:
- Paola de Gonzague de Castiglione (it) (1486 – 1519), mariée en 1501 Giovanni Niccolò Trivulzio, fils de Jacques de Trivulce, comte di Musocco;
- Jean-François de Luzzara (1488 – 1524) marquis de Luzzara et fondateur de la branche de Luzzara de la famille de Gonzague;
- Lucrezia (1490 – ?), mariée à Girolamo Odasi di Urbino, fils de Lodovico Odasi de Martinenghi di Brescia, Comte I Odasi[4]
- Barbara (1490 – ?), morte jeune;
- Giulia (1493 – 1544), religieuse dans le couvent franciscain de S. Paola de Mantoue;
- Louis-Alexandre de Castiglione (1494[5] – 1549), seigneur de Castel Goffredo, Castiglione et de Solferino, le grand-père de saint Louis de Gonzague. Il fut le fondateur de la branche cadette de Gonzague de Castiglione.

Rodolphe de Gonzague, et il a également deux enfants naturels:
- Ettore de Gonzague (it) comte de Luzzara, qui est au service du duc de Milan, puis de la République de Venise. Il est resté pendant une période de temps à Castel Goffredo. Il épouse Cornelia da Correggio, fille de Nicolas II, "Posthume";
- Domitilla (ou Catherine), épouse en 1490 le comte de Montevecchio.